# Comportament col·lectiu animal

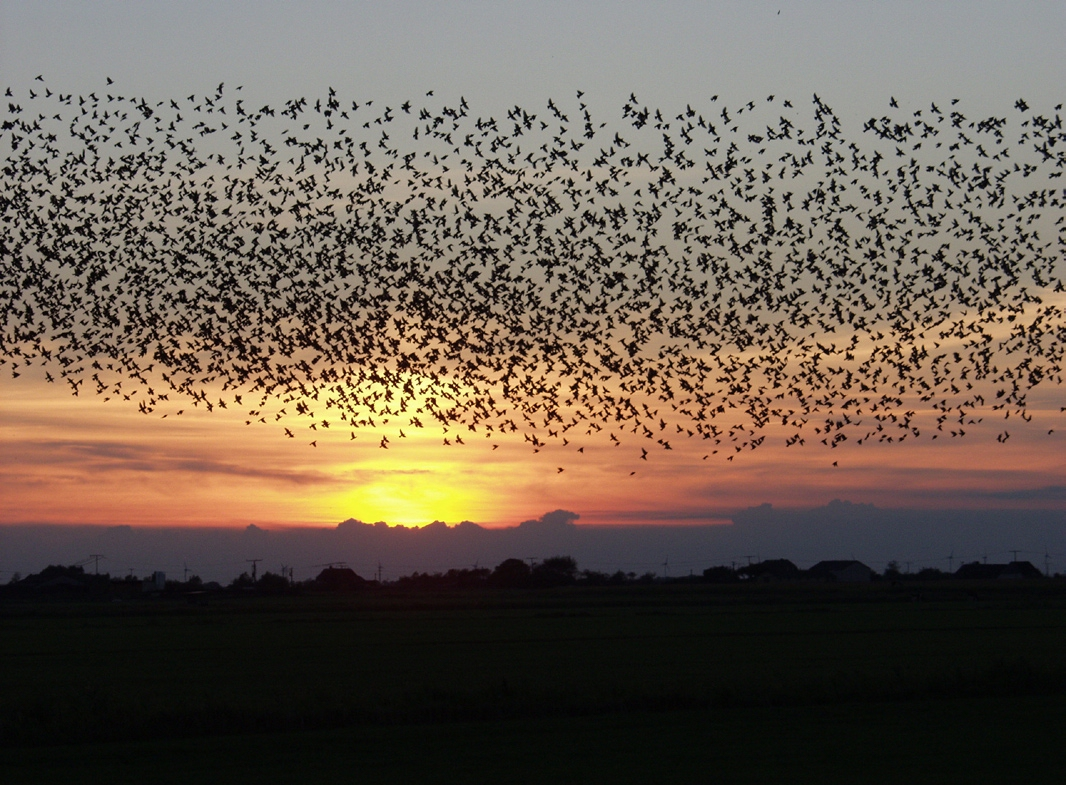
Bandada d'ocells a Dinamarca

El comportament col·lectiu animal descriu el comportament coordinat de grans grups d'animals similars i les propietats emergents d'aquests grups. Les facetes d'aquest tema inclouen els costs i beneficis de pertànyer al grup, la transferència d'informació a través del grup, el procés de fer decisions, i la locomoció del grup i la seva sincronitzacó. L'estudi dels principis del comportament col·lectiu animal té rellevància pels problemes d'enginyeria que afecten els humans a través de la biomimètica. Per exemple determinar les regles per les quals un animal individual navega en relació als seus veïns en un grup pot portar a avenços en el control i desplegament de grups de nadadors o de microrobots voladors com els vehicles aeris no tripulats (Unmanned Aerial Vehicles, UAVs).

## Exemples
- Esbart d'ocells
- Ramats d'ungulats
- Bancs de peixos
- eixams de krill
- Grups de dofins
- Plagues de llagostes
- Nius de formigues